# Anthidiellum bilobatum
Anthidiellum bilobatum är en biart som först beskrevs av Heinrich Friese 1917.  Anthidiellum bilobatum ingår i släktet Anthidiellum och familjen buksamlarbin. Inga underarter finns listade i Catalogue of Life.